# 12 West 56th Street
12 West 56th Street (originalmente la Residencia Harry B. Hollins) es un edificio consular de cuatro pisos y medio en el Midtown Manhattan de Nueva York (Estados Unidos). Alberga el Consulado General de Argentina en la ciudad de Nueva York y está situado a lo largo de la acera sur de la calle 56 entre la Quinta Avenida y la Sexta Avenida. Fue diseñado por McKim, Mead & White en estilo neorrenacentista italiano y construido entre 1899 y 1901 como una residencia privada, una de varias en la "Fila de los banqueros" (Bankers' Row) de la calle 56.
El primer piso está revestido con bloques de piedra caliza, mientras que los otros pisos contienen ladrillo rojo adornado con piedra caliza. La entrada es a través de un porche central en el lado este del edificio, diseñado por James Edwin Ruthven Carpenter Jr. como parte de un anexo terminado en 1924. El segundo piso tiene ventanas francesas y los pisos tercero y cuarto tienen ventanas de guillotina.
La casa fue encargada por el corredor de bolsa H. B. Hollins y su esposa Evalina Hollins. Inicialmente, la pareja había planeado diseñar su casa junto a su vecino Frederick C. Edey, en 10 West 56th Street, pero los Hollins construyeron su casa solos porque un convenio impidió temporalmente que se construyera la casa Edey. La casa fue vendida al Club Calumet en 1914 y fue utilizada por el club hasta 1935. Luego fue utilizado por varios inquilinos por períodos cortos, incluidos Charles Joel Duveen, el Gremio Internacional de la Seda y el Ejército de Salvación. El gobierno de Argentina es propietario del edificio desde 1947; inicialmente usó la casa como oficinas de una comisión de la Armada Argentina antes de abrir un consulado allí. La Comisión de Preservación de Monumentos Históricos de la Ciudad de Nueva York designó la casa como un monumento oficial en 1984.

## Sitio
12 West 56th Street se encuentra en el barrio de Midtown Manhattan de la ciudad de Nueva York. Está a lo largo de la acera sur de 56th Street entre la Quinta Avenida y la Sexta Avenida, con una dirección alternativa de 14 West 56th Street. El terreno es rectangular y cubre 460 m², con un frente de 15,2 m en la calle 56 y una profundidad de 30,6 m. El edificio está en la misma cuadra que la casa adosada 10 West 56th Street y el rascacielos 712 Fifth Avenue hacia el este; la Iglesia Presbiteriana de la Quinta Avenida al sureste; y las casas adosadas en 26 y 30 West 56th Street hacia el oeste. Otros edificios cercanos incluyen el hotel The Peninsula New York, el University Club of New York y los Rockefeller Apartments al sur; el Corning Glass Building al este; Trump Tower al noreste; y 17 West 56th Street y Crown Building al norte.
La Quinta Avenida entre la Calle 42 y Central Park South (59th Street) estuvo relativamente subdesarrollada hasta finales del siglo XIX. El área circundante fue una vez parte de las tierras comunes de la ciudad de Nueva York. El Plan de los Comisionados de 1811 estableció la cuadrícula de calles de Manhattan con lotes de 30,5 m profundidad y 7,6 m de ancho. Se construyeron residencias de lujo alrededor de la Quinta Avenida después de la Guerra de Secesión. La cuadra de 56th Street desde la Quinta hasta la Sexta Avenida contenía casas en hilera en 1871, muchas de las cuales estaban empotradas en la línea del lote y tenían entrada. A fines del siglo XIX, el área tenía muchos residentes adinerados y las casas en el área fueron modificadas o reconstruidas por completo. El bloque adyacente de West 56th Street se estaba convirtiendo en una "fila de banqueros" con las residencias de Frederick C. y Birdsall Otis Edey en el número 10, Henry Seligman en el número 30, Edward Wasserman en el número 33 y Arthur Lehman en el número 31. Muchas de estas casas persistieron hasta mediados del siglo XX como parte de un restaurante y una franja comercial.

## Diseño
La Casa Hollins en 12 West 56th Street, más tarde el Consulado General de Argentina en la ciudad de Nueva York, fue diseñada por McKim, Mead & White en el estilo federal neogeorgiano. De los directores de la empresa, Stanford White había sido el más involucrado en el diseño de la casa. El edificio consular actual está compuesto por la residencia original y un anexo de 1924 diseñado por J. E. R. Carpenter en el lado este de la casa.
12 West 56th Street se planeó y construyó casi simultáneamente con la casa de Frederick C. Edey en 10 West 56th Street. Sin embargo, debido a un convenio que detuvo temporalmente la construcción en el número 10, fueron diseñadas en diferentes estilos por diferentes firmas.  De los diseños contrastantes de las casas, Christopher Gray escribió para The New York Times en 2007: "Las dos casas están emparejadas en un baile inquietante, una haciendo el cancán, la otro un minueto ".

### Fachada

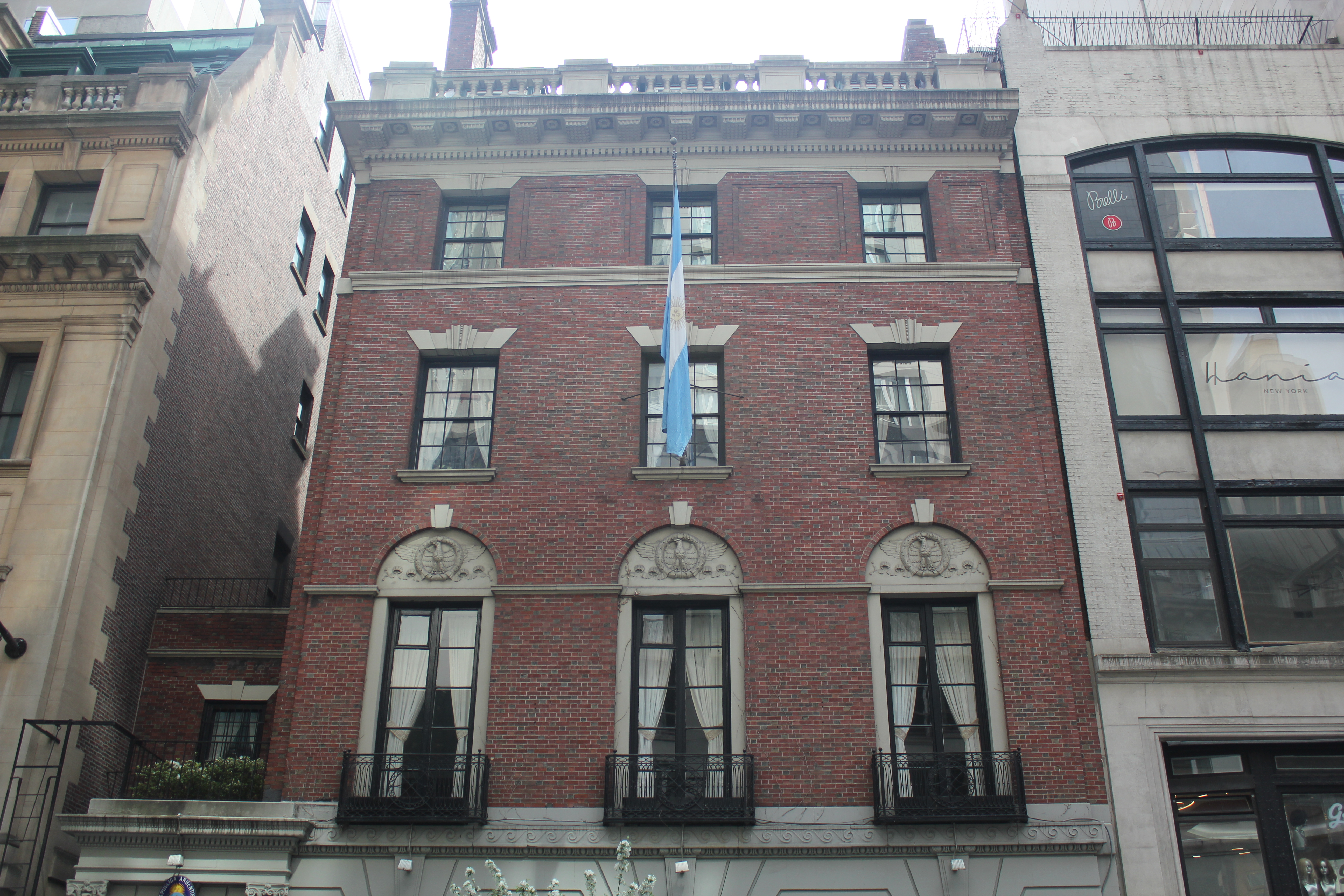
Detalle de pisos superiores

La parte principal del edificio, la residencia original, está en 14 West 56th Street y tiene cuatro pisos y medio de altura. Consta de tres tramos verticales de ventanas. El primer piso está revestido con bloques rústicos de piedra caliza y tiene tres ventanas empotradas. La ventana central en el primer piso es más ancha que las otras ventanas en ese piso, ya que originalmente era la entrada principal a la casa. Esta abertura central originalmente tenía cinco escalones que conducían a un pórtico con columnas de estilo dórico.
Los otros pisos de la calle 56 están revestidos de ladrillos. El segundo piso tiene tres ventanas francesas con sus propios balcones de hierro, así como lunetas de piedra tallada. Un marcapiano horizontal corre debajo de las lunetas del segundo piso y las conecta. El tercer y cuarto piso tienen ventanas de doble guillotina con dinteles de piedra abanicados, así como una hilera de cuerdas justo debajo del cuarto piso. La ventana central en el tercer piso anteriormente tenía un balcón de hierro, pero posteriormente se equipó con un asta de bandera y una bandera argentina. Sobre el cuarto piso hay una cornisa con modillones, así como un techo puntiagudo encima.
White había diseñado el edificio con un ala trasera que da a 10 West 56th Street, que se había desarrollado casi simultáneamente. El detalle decorativo de la fachada principal se copió en la fachada lateral, que daba a un patio entre 10 y 12 West 56th Street. En el lado este de 12 West 56th Street está el ala de dos pisos, diseñada para el Calumet Club. La parte del anexo que da a la calle contiene la entrada principal, un edículo de un solo piso con una puerta de metal dentro de un arco. La entrada es de piedra caliza y está flanqueada por pilastras estriadas de estilo corintio. El segundo piso del ala está ligeramente apartado del pórtico de entrada.

## Historia
La casa fue encargada a Harry Bowly Hollins, un magnate financiero, banquero y ferroviario que fundó la firma HB Hollins & Co en 1878. Su socio en la firma era Frederick Edey, un corredor de bolsa que inicialmente trabajó para Charles C. Edey & Sons antes de convertirse en socio de HB Hollins & Co. de 1886 a 1892. Hollins y Edey viajaron juntos de Long Island a Midtown, y su empresa trabajó con J.P. Morgan & Co. Harry B. Hollins estaba casado con Evelina Meserole Knapp Hollins y la pareja tuvo cinco hijos: McKim, John K., Gerald V., Harry B. Jr. y Marion.

### Residencia

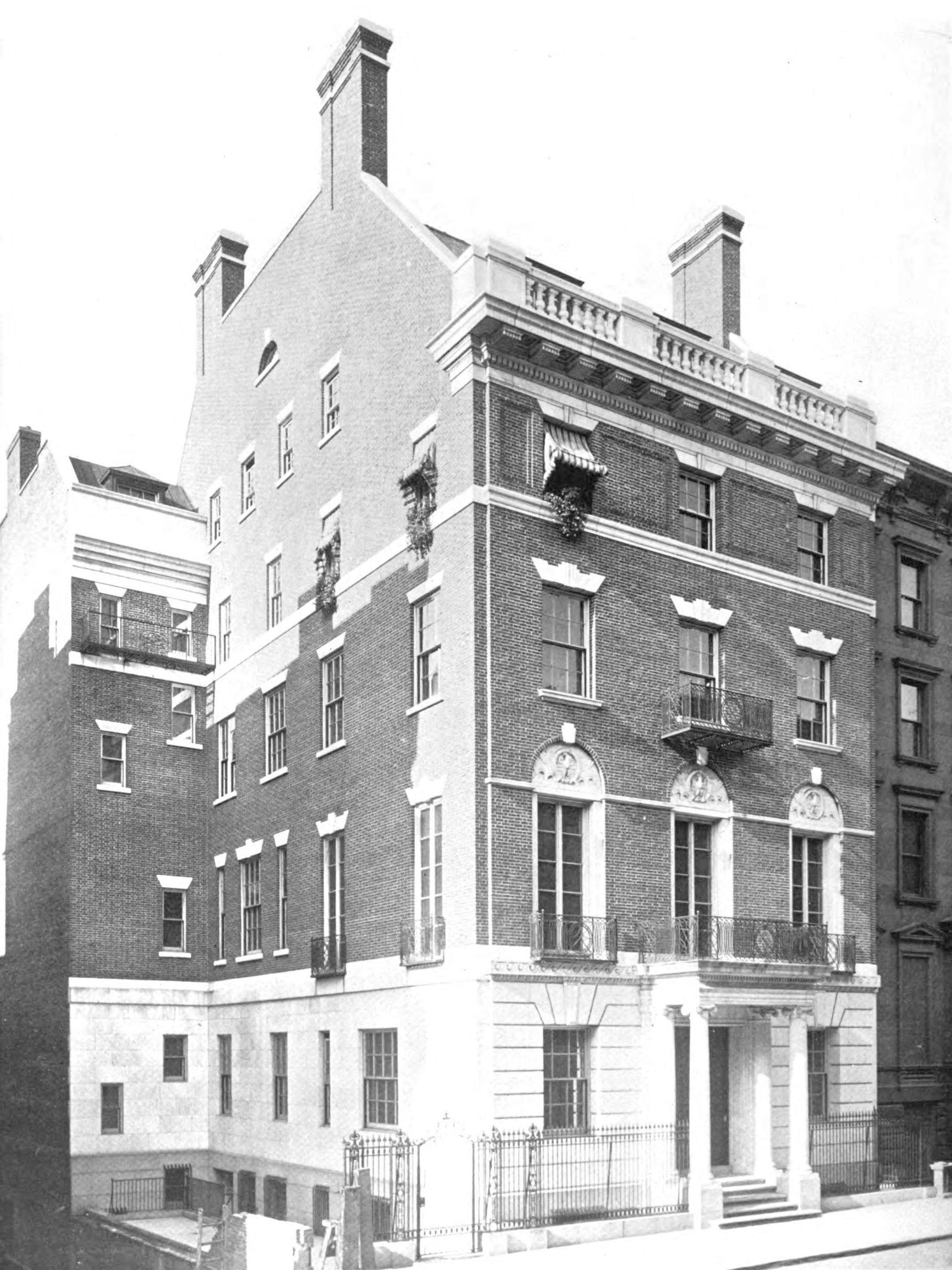
Aspecto original de la casa en 1901

En febrero de 1899, Hollins compró un lote de 22,9 por 30,5 m en 10-14 West 56th Street, en su acera sur a unos 76,2 m oeste de la Quinta Avenida. Hollins vendió los 7,6 m del lote a finales del mismo mes. En el resto del sitio planeaba construir una residencia en un terreno de 11,6 m de ancho, con un desnivel entre su casa y el lote que acababa de vender. Edey fue registrado como el comprador del lote de 7,6 m de ancho en 10 West 56th Street. Estos eran los únicos dos lotes baldíos en la cuadra en ese momento. Hollins y Edey acordaron construir sus casas conjuntamente y construir sus respectivas casas hasta la línea del lote. Hollins contrató a McKim, Mead & White para diseñar su casa, pero un convenio de 1881 impidió que Edey construyera una estructura hasta 1901. Como resultado, Hollins pudo comenzar a trabajar en su casa de inmediato. Edey tuvo que esperar dos años y finalmente contrató a Warren y Wetmore en su lugar.
La familia Hollins se mudó a la casa cuando se completó en 1901. La propiedad de Hollins se extendía hacia el sur hasta la calle 55, colindando con la Iglesia Presbiteriana de la Quinta Avenida. La parte de la propiedad en la calle 55 incluía una colección de establos para caballos en 13-17 West 55th Street, que había sido utilizado por el editor de periódicos Robert Bonner. La familia Hollins vivía oficialmente en Islip, al menos según un censo de 1905 realizado por el gobierno del estado de Nueva York. La casa Islip, Meadow Farm, era la residencia de campo de la familia Hollins, mientras que la casa 12 West 56th Street era su residencia en la ciudad. Leland Roth escribe que McKim, Mead & White renovaron la casa en 1903. Sin embargo, la Comisión de Preservación de Monumentos Históricos de Nueva York (LPC) no pudo encontrar registros de ninguna alteración realizada en 1903. La casa de Edey se completó casi al mismo tiempo. Durante la siguiente década, las familias Edey y Hollins no organizaron ningún evento juntas, y ni The Brooklyn Daily Eagle ni The New York Times mencionaron las dos casas como pareja.
Los establos de caballos de la calle 55 se vendieron en octubre de 1913 a un desarrollador que planeaba demoler los establos para construir apartamentos. El mismo mes, Harry B. Hollins arrendó la casa a Vincent Astor y su madre como residencia de invierno con un alquiler total de 25 000 dólares. La familia Hollins huyó al Hotel Gotham (actualmente The Península) en esa época. En su partida, la familia Hollins había dejado la casa completamente amueblada. Poco después se produjo la quiebra de HB Hollins and Company, que tenía una deuda de 5 millones de dólares cuando se vio obligada a declararse en quiebra el 13 de noviembre. Finalmente, la familia Hollins se mudó a Bay Shore en Long Island. El contrato de arrendamiento de los Astor en la antigua casa de Hollins expiró a fines de mayo de 1914. Para entonces, el vecindario circundante se estaba convirtiendo rápidamente en una zona comercial, y muchas casas adosadas vecinas se convirtieron para uso comercial.

### Uso posterior

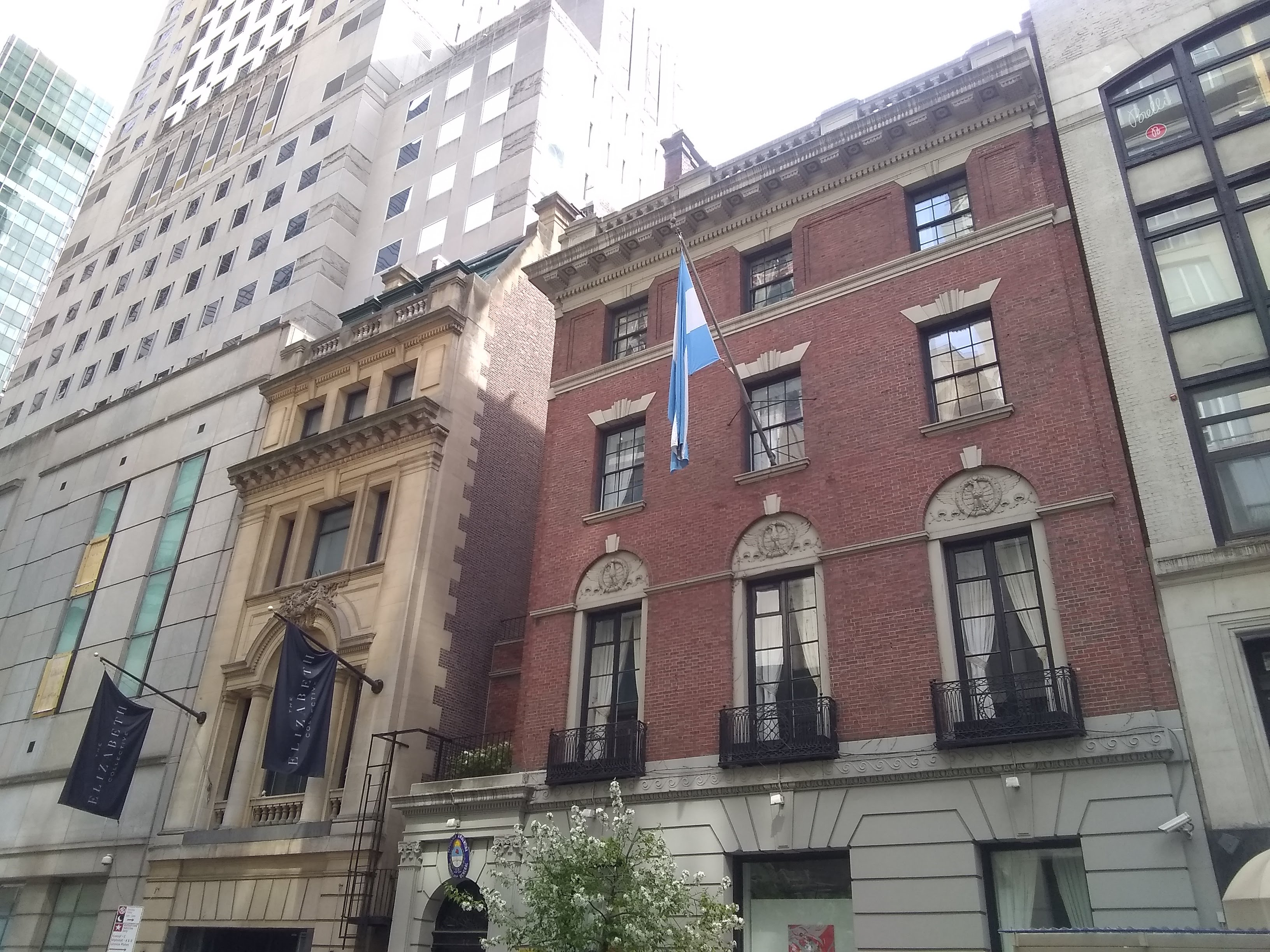
El espacio entre 10 y 12 West 56th Street, originalmente un patio, ahora contiene la entrada número 12.

A principios de 1914, el Club Calumet de la Quinta Avenida y la Calle 29 votó a favor de mudarse más al norte. El club compró una opción para la casa Hollins a finales de mayo. La semana siguiente, la dirección del club decidió que la residencia Hollins sería su nueva sede. El club tomó oficialmente el título del edificio en julio, con planes para remodelar la casa y abrirla para ese mes de septiembre. Al mes siguiente, los directores del club recibieron permiso para extender la duración de una hipoteca de 170 000 dólares y sacar otra hipoteca de 75 000 dólares para la casa. Los registros muestran que McKim, Mead & White fue contratado para rediseñar la casa. El club se mudó a la casa ese mismo año. En ese momento, era uno de varios clubes agrupados alrededor de la Quinta Avenida en Midtown; otros incluyeron el Knickerbocker Club y Colony Club. En 1924, JER Carpenter fue contratado para remodelar el Club Calumet nuevamente y agregar un pórtico de entrada en el lado este de la casa original.
A fines de la década de 1920, muchos de los clubes antiguos de la Quinta Avenida en el centro de la ciudad se estaban mudando a otra parte. El Club Calumet cerró en mayo de 1935 por falta de dinero. Como parte de un procedimiento de ejecución hipotecaria contra el club, la casa de Hollins fue puesta a subasta. A partir de ese mes de septiembre, la casa fue ocupada por el anticuario Charles J. Duveen para su firma Charles of London. Al mes siguiente, Chase National Bank adquirió el edificio en una subasta por 184 000 dólares. La tienda de antigüedades operó durante dos años y medio, y Duveen anunció en mayo de 1938 que se retiraría y cerraría su tienda. En julio de 1939, el International Silk Guild compró 12 West 56th Street y lo remodeló para su nueva sede. En ese momento, de indicó que el precio de venta era de 140 000 dólares.
El edificio se vendió en enero de 1943 al Ejército de Salvación. El Ejército de Salvación pagó 50 000 dólares por la propiedad. La casa iba a ser abierta las 24 horas del día como un Club de Servicio Red Shield, un albergue y refugio para miembros del ejército. El retiro del Ejército de Salvación se inauguró en junio de 1943. Tenía un salón, una sala de juegos, una sala de escritura, un comedor, una cocina, una biblioteca y dieciocho dormitorios con sesenta camas. El Ejército de Salvación operó la retirada hasta el final de la Segunda Guerra Mundial y, en ese tiempo, sirvió a 175 000 miembros del ejército. La cantina tuvo una asistencia promedio de 1600 en 1944. El Ejército de Salvación se lo vendió en octubre de 1946 a Nettie Rosenstein Accessories Corporation, que planeaba mudarse allí en enero de 1947. Nettie Rosenstein Associates cambió sus planes de mudarse, vendiéndoe el edificio al gobierno de Argentina en mayo de 1947. Este planeaba renovarlo para albergar allí la comisión naval de la Armada Argentina.
Las oficinas de la Armada Argentina se abrieron en julio de 1947. Posteriormente, se inauguró el consulado argentino en los Estados Unidos en Nueva York. El consulado también realizó eventos como subastas; cuando el presidente argentino Juan Perón fue derrocado en 1955, el consulado de Nueva York vendió las grandes joyas y las valiosas colecciones que habían poseído Perón y su esposa Eva. En 1982, la Comisión de Preservación de Monumentos Históricos de Nueva York (LPC, por sus siglas en inglés) celebró audiencias públicas para considerar 12 West 56th Street y varias otras estructuras para el estatus de hito de la ciudad. El LPC votó sobre la nominación en junio de 1984, y, el 19 de junio de ese año, designó 12 West 56th Street como un hito de la ciudad. A partir de 2021, la casa todavía sirve como el consulado argentino en los Estados Unidos en Nueva York.